# Stanley Jean-Baptiste
Stanley Jean-Baptiste (Miami, 12 aprile 1990) è un giocatore di football americano statunitense che gioca nel ruolo di cornerback per i Baltimore Ravens della National Football League (NFL). Fu scelto nel corso del secondo giro (58º assoluto) del Draft NFL 2014. Al college ha giocato a football all'Università del Nebraska a Lincoln.

## Carriera universitaria
Dopo aver giocato a football per la Miami Central High School della sua città natale Miami, presso la quale giocò sia come safety che come wide receiver, Dennard accettò la borsa di studio offertagli da Nebraska. Dopo essere stato nel 2010 redshirt (poteva allenarsi ma non disputare incontri ufficiali) freshman, nel 2011 prese parte a 9 incontri stagionali, partendo una volta come titolare nel ruolo di cornerback. Egli iniziò la stagione come ricevitore per poi essere impiegato proprio nel ruolo di cornerback, ruolo nel quale mise a referto 9 tackle, un passaggio deviato ed un intercetto.
Nel 2012 prese parte a tutti e 14 gli incontri stagionali, partendo in 5 occasioni come titolare nel ruolo di cornerback e mettendo a segno 24 tackle, 9 passaggi deviati e 2 intercetti, tutte statistiche destinate ad incrementare l'anno seguente quando, diventato titolare in tutti e 13 gli incontri stagionali, collezionò 41 tackle di cui 4 con perdita di yard, un sack, 12 passaggi deviati e 4 intercetti. Per queste sue prestazioni al termine della stagione fu inserito nel Second-team All-Big Ten.

### Vittorie e premi

#### Università
- Gator Bowl: 1

Nebraska Cornhuskers: 2013

#### Individuale
- Second-team All-Big Ten: 1

2013

## Carriera professionistica

### New Orleans Saints
Paragonato al cornerback All-Pro dei Seattle Seahawks Richard Sherman, Jean-Baptiste era considerato uno dei migliori nel suo ruolo in vista del Draft 2014 ed è pronosticato per esser scelto tra il secondo e il terzo giro. Il 10 maggio fu selezionato come 58º assoluto dai New Orleans Saints. Debuttò come professionista subentrando nella settimana 4 contro i Dallas Cowboys e chiuse la sua prima stagione con 4 presenze, principalmente come membro degli special team. Il 5 settembre 2015 fu svincolato.

### Detroit Lions
Il giorno successivo, Jean-Baptiste firmò con la squadra di allenamento dei Detroit Lions. Fu svincolato il 15 dicembre 2015.

### Seattle Seahawks
Il 17 dicembre 2015, Jean-Baptiste firmò con la squadra di allenamento dei Seattle Seahawks.

## Statistiche
| Partite totali      | 4   |
| Partite da titolare | 0   |
| Tackle              | 0   |
| Sack                | 0,0 |
| Intercetti          | 0   |
| Fumble forzati      | 0   |

Statistiche aggiornate alla stagione 2015